# Ray del Castillo
Ray Jesús del Castillo Murillo (Lima, 25 de septiembre de 2004) es un actor, cantante y bailarín peruano, reconocido por el papel protagónico de Jefferson Farfán adolescente en la película biográfica La Foquita: El 10 de la calle.

## Primeros años
Ray Jesús del Castillo Murillo nació en la capital Lima el 25 de septiembre de 2004, proveniente de una familia de clase media. Sus padres son naturales de Chincha Alta, ciudad ubicada al norte del departamento de Ica, razón de la cual lleva la ascendencia afroperuana. 

## Trayectoria

### Carrera televisiva y actoral
Del Castillo comenzó su carrera artística a los 8 años en el 2013, participando como bailarín en la adaptación local del programa infantil Pequeños gigantes y fue transmitido por la televisora América Televisión, donde ocupó el segundo lugar durante la competencia.
Años después, ingresa a la actuación participando en la película Una navidad en verano en 2017, bajo la dirección de Ricardo Morán, y protagoniza junto a Brando Gallesi y Thiago Vernal la versión de la obra musical Billy Elliot en el año 2018, donde ambos encarnaron al mismo personaje.
Fue presentado como conductor del programa televisivo Viaje al interior de un libro, por la televisora estatal Canal IPe, compartiendo el espacio junto a Adriana Landoltd.
Además, en 2018 del Castillo participó en la película Django: Sangre de mi sangre, se sumó a la obra musical navideño Carol Night: El sonido de la Navidad, que se realizó en el Teatro La Plaza e ingresó junto a Francisca Aronsson como presentador del programa infantil Házlo en casa, que tiempo después, volvió a trabajar con ella, protagonizando el musical Homenaje a Disney a inicios de 2020.
Tras haber participado en cortos papeles, en 2019 alcanza la fama protagonizando la película biográfica La Foquita: El 10 de la calle, interpretando al futbolista Jefferson Farfán en su etapa de adolescencia y a la par, tuvo una participación especial en el dicho film.
En 2020, fue incluido por la productora Michelle Alexander en el reparto de la miniserie Los guapos del barrio como el enamorado de la hija de uno de los protagonistas de la trama (que sería caracterizada por la actriz juvenil Zoe Arévalo), pero tiempo después, la serie fue postergada por la pandemia de COVID-19 sin fecha de estreno hasta la actualidad.
Además, en julio de 2022 se suma a la obra musical Luz de luna: La aventura, que se realizó en el Teatro del Centro Comercial Plaza Norte, interpretando a uno de los amigos de aventuras de Luz Zárate. Al año siguiente, fue anunciada de manera oficial su participación en la cinta musical Locos de amor: Mi primer amor la cual es uno de los protagonistas y estará por estrenarse para el 2024.[cita requerida]

### Carrera musical
En 2018, debuta en la música con el grupo Boomerang (tiempo después Quattro), teniendo una corta participación. 
Además, del Castillo lanza su primer tema musical bajo el nombre de El Perú soy yo en 2019, y fue escrita y producida por Mabela Martínez, quien en ese entonces era la conductora del programa musical Sonidos del mundo del canal estatal TVPerú.
En 2021 se sumó a la agrupación musical Canella,  donde ha interpretado covers de conocidas canciones de la música criolla junto a conocidas figuras juveniles de su país.
Del Castillo fue invitado al concierto Tenores y sopranos en 2018, que fue realizado en el Gran Teatro Nacional del Perú, sin dejar su carrera en la actuación.

## Filmografía

### Cine
- Una navidad en verano (2017) como uno de los niños de la casa de Daniela (rol principal).
- Django: Sangre de mi sangre (2018)[17]
- La Foquita: El 10 de la calle (2019) como Jefferson Agustín Farfán Guadalupe / «Jeffry» (rol de participación especial).
- Django: En el nombre del hijo (2019)[17]
- Locos de amor: Mi primer amor (2024) como Miki (protagónico).[18]

### Televisión

#### Series y telenovelas
- Los guapos del barrio (2020) como el enamorado de la hija de Alejandro (piloto).[4]

#### Programas de televisión
- Pequeños gigantes (2013) como él mismo (participante del equipo Los invencibles; primera temporada; segundo puesto).[3]
- Pequeños gigantes: Gigante de gigantes (2014) como él mismo (participante del equipo Los invencibles; primer eliminado).
- Viaje al interior de un libro (2018) como él mismo (presentador).
- Házlo en casa (2018-2019) como él mismo (presentador).
- Yo soy (2018) como él mismo (invitado especial).[5]

### Teatro
- Edipo rey (2015)[19]
- Billy Elliot (2018) como Billy (protagónico).[6]
- Carol Night: El sonido de la Navidad (2018)[9]
- Déjame que te cuente: El musical de Chabuca (2019)[19]
- Homenaje a Disney (2020) como él mismo (protagónico).[10]
- Otro mundo (2020)[20]
- Luz de luna: La aventura (2022) como uno de los amigos de aventuras de Luz (rol principal).[21]
- Invasión Zombie Live! (2023) como Jasper (protagónico).

## Discografía

### Álbumes

#### Como solista
- 2018: El Perú soy yo[14]

#### Con Canella
- 2021: Canella[16][22]